# 高山芹叶荠
高山芹叶荠（学名：Smelowskia bifurcata）为十字花科芹叶荠属下的一个种。